# Уайт, Стефани
Стефани Джоанн Уайт (англ. Stephanie Joanne White; в замужестве Маккарти (англ. McCarty); род. 20 июня 1977 года, Данвилл, Иллинойс, США) — американская профессиональная баскетболистка, выступавшая в женской национальной баскетбольной ассоциации. Была выбрана на драфте ВНБА 1999 года во втором раунде под общим двадцать первым номером клубом «Шарлотт Стинг». Играла в амплуа атакующего защитника и лёгкого форварда. Будучи действующим игроком ВНБА вошла в тренерский штаб команды NCAA «Болл Стэйт Кардиналс». В данный момент является главным тренером команды ВНБА «Индиана Фивер».

## Ранние годы
Стефани Уайт родилась 20 июня 1977 года в городе Данвилл (штат Иллинойс), выросла в небольшом городке Уэст-Лебанон (штат Индиана), где посещала среднюю школу Сигер, в которой выступала за местную баскетбольную команду.

## Профессиональная карьера
Была выбрана на драфте ВНБА 1999 года во втором раунде под общим двадцать первым номером командой «Шарлотт Стинг». Большую часть карьеры провела, выступая за «Индиану Фивер», куда попала через драфт расширения. В этой же команде в 2004 году завершила профессиональные выступления, оказавшись в итоге на третьем месте по количеству проведенных матчей (112) и трехочковых бросков (92) и на четвертом по количеству очков (684) за всю историю франшизы.

## Тренерская карьера
Еще в 2002 году, пропуская сезон из-за травмы, Стефани удалось поработать спортивным журналистом. С 2007 года она сотрудничала в качестве аналитика с ESPN и Big Ten Network, освещая студенческий баскетбол, а также работала репортером «Индианы Пэйсерс» для FOX Sports Indiana.
Завершив карьеру игрока, Уайт вплоть до 2007 года работала ассистентом тренера в университетских командах, пока ее не пригласили ассистентом в команду ЖНБА «Чикаго Скай». В 2011 она вернулась в качестве ассистента в «Индиану Фивер», а через четыре года стала главным тренером команды. В первый же сезон на новом посту она добилась выхода «Индианы» в финал ЖНБА, в котором команда уступила «Миннесоте Линкс» в пяти матчах.
Выведя «Фивер» в плей-офф в следующем году и уступив в первом раунде «Финикс Меркури», Стефани Уайт приняла предложение возглавить студенческую женскую команду «Вандербильт Комодорс». За пять сезонов (с 2016 по 2021) Уайт добилась соотношения побед и поражений «Комодорс» 46-83. Ее последний сезон был сокращен в связи с COVID-19 и травмами основного состава.
В 2023 году Уайт вернулась в ЖНБА, возглавив «Коннектикут Сан». В том же году она была признана тренером года ЖНБА. За два сезона Стефани дважды выводила «солнечных» в полуфинал Ассоциации.
1 ноября 2024 года Стефани Уайт вновь была назначена главным тренером «Индианы Фивер».